# تروپیک اسید
اسید تروپیک (به انگلیسی: Tropic acid) با شناسه پاب‌کم ۱۰۷۲۶ یک هیدروکسی اسید است. هیدروکسی اسیدها گروهی از اسیدهای کربوکسیلیک هستند که یک گروه عاملی هیدروکسیل به آنها افزوده شده است.